# Ambulyx placida
Espèce
Ambulyx placida est une espèce de lépidoptères de la famille des Sphingidae, sous-famille des Smerinthinae, tribu des Ambulycini, et du genre Ambulyx.

## Description
- L'envergure est de 104-114 mm.

L'espèce est semblable à Ambulyx semiplacida, mais se distingue par un point sous-basal beaucoup plus petit sur la partie supérieure antérieure.

## Distribution  et habitat
Distribution
L'espèce est connue dans les contreforts himalayens du nord de l'Inde, au Népal et au Tibet.

## Biologie
Le chenilles se nourrissent sur Canarium album en Chine. On les trouve également sur les espèces des genres Buchanania et Lannea.

## Systématique
- L'espèce Ambulyx placida a été décrite par l'entomologiste britannique Frederic Moore en 1888[1].
- La localité type est le Nord-est de l'India, Himachal Pradesh, Solan.

### Synonymie
- Oxyambulyx citrona Joicey & Kaye, 1917
- Ambulyx placida nepalplacida Inoue, 1992